# Stockäckergraben (Lanzenbach)
Der Stockäckergraben ist ein rechter Zufluss des mittleren Lanzenbachs im Gebiet der Kleinstadt Vellberg im Landkreis Schwäbisch Hall im nordöstlichen Baden-Württemberg. Er mündet nach auf seinem amtlichen Strang knapp einem Kilometer langem Lauf nach etwa Ostsüdosten wenig vor dem Vellberger Weiler Schneckenweiler.

## Geographie

### Verlauf
Der amtliche Oberlaufstrang des Stockäckergrabens (!) beginnt seinen Weg etwa 0,5 km nordwestlich von Schneckenweiler an einem Feldweg durch die Stöckäcker (!) auf etwa 410 m ü. NHN. Der Bach fließt in der offenen Flur anfangs ost- bis ostnordostwärts, bald recht gewunden. Nach etwas Eintiefung der Talmulde liegt linksseits ein Feldgehölz mit Überständern, das aus einer früheren Schafweide mit Hutebäumen hervorgegangen ist. Im Gehölz liegen auch drei Dolinen recht großen Durchmessers. Gleich danach durchläuft der Bach einen kleinen Sumpf. Dann beginnt eine weitere Feldhecke um den Lauf.
In einer Lücke von dieser fließt aus dem Nordwesten ein längerer und deutlich einzugsreicherer Oberlauf zu, der einigen Quellen nahe beieinander im westlichen Ilgersholz auf bis etwa 440 m ü. NHN entspringt. Dieser Bachoberlauf nimmt am unteren Waldrand einen weiteren westnordwestlichen Zweig auf, der im Offenland etwas östlich des Ilgersholzweges entsteht und dessen Rinne bald von einer Feldhecke überwachsen ist. Gleich nach diesem Zufluss durchläuft der längere linke Oberlauf einen kleinen Teich und sofort nach diesem bis zum Zusammenfluss mit dem amtlichen Oberlauf einen kleinen Sumpf, der aus einem anderen, fast verlandeten alten Teich hervorgegangen ist.
In der sich danach am vereinten, bis drei Meter breiten und zunächst ostwärts fließenden Stockäckergraben entlangziehenden Feldhecke mit Schwarzerlen, Eschen und Bergahorn sind auch alte Obstbäume eingewachsen. Der Bachlauf wendet sich nach dieser nach Südosten, läuft mit spärlicherem hohem Bewuchs zwischen einem Acker und einer Wiese und unterquert kurz vor Schneckenweiler die L 1064 Frankenhardt–Vellberg. Jenseits der Landesstraße läuft er in der Lanzenbachaue als kahler Graben durch eine Wiese im Gewann Grabenwiesen, auf den letzten zwei Dutzend Metern begleitet ihn am Ufer Schilfröhricht. Dann fließt er von rechts und auf etwa 378 m ü. NHN in den mittleren Lanzenbach ein, etwa 150 Meter bevor dieser den Ortsrand von Schneckenweiler berührt.
Der amtliche Strang des Stockäckergrabens ist 0,9 km lang, hat ein mittleres Sohlgefälle von etwa 36 ‰ und mündet etwa 32 Höhenmeter unterhalb seines Ursprungs im Flurgewann Stöckäcker. Der Strang mit dem längeren und auch einzugsgebietesreicheren linken Oberlauf aus dem Ilgersholz zusammen ist dagegen ca. 1,1 km lang, hat ein mittleres Sohlgefälle von etwa 56 ‰ und mündet etwa 62 Höhenmeter unterhalb seiner höchsten Waldquelle.

### Einzugsgebiet
Das Einzugsgebiet des Stockäckergrabens ist etwa 0,7 km² groß. Es umfasst überwiegend offene Flur, meistens Äcker und in den Talmulden wenig Grünland, hat aber auch einen großen Waldanteil im Ilgersholz und darüber im Gewann Breitwasen auf dem Hackenberg-Kamm an der nördlichen Wasserscheide, wo an der Nordostecke sein mit etwa 500 m ü. NHN höchster Punkt liegt. Der weit überwiegende Anteil gehört, naturräumlich gesehen, zum Teilraum Burgberg-Vorhöhen und Speltachbucht des Unterraums Ellwanger Berge und Randhöhen der Schwäbisch-Fränkischen Waldberge, nur ein kleines Mündungsdreieck um den untersten Lauf zum Unterraum Vellberger Bucht des Nachbarnaturraums Hohenloher und Haller Ebene. Das gesamte Gebiet liegt im Gebiet der Kleinstadt Vellberg und ist nirgends besiedelt.
Im Norden jenseits von Schlegelsberg und Hackenberg liegt das Tal des Echtbachs, der über den Aalenbach zur Bühler entwässert. Im Osten läuft ein erst tief am Hang entstehender namenloser Bach etwas oberhalb des Stockäckergrabens zum Lanzenbach, der oberhalb des Aalenbachs in die Bühler mündet, dazwischen der im Westen den Flusstalhang des Schlegelsbergs hinablaufende kleine Gruppbach bei Eschenau.

### Zuflüsse und Seen
Hierarchische Liste mit einer Auswahl der Zuflüsse und  Seen von der Quelle zur Mündung. Gewässerlänge, Seefläche, Einzugsgebiet und Höhe nach den entsprechenden Layern auf der Onlinekarte der LUBW. Andere Quellen für die Angaben sind vermerkt.
- (Oberlauf aus dem westlichen Ilgersholz), von links und Nordwesten auf etwa 388 m ü. NHN nördlich von Schneckenweiler, ca. 0,7 km und ca. 0,5 km². Entspringt drei Quellen auf bis knapp 440 m ü. NHN im Wald unterhalb des Fliegergrabweges.
Der amtliche Strang hat bis zu diesem Zufluss erst eine Länge von ca. 0,5 km und ein Einzugsgebiet von über 0,1 km².
  - (Bach aus Richtung des Ilgerswasens), von rechts und Westnordwesten auf etwa 393 m ü. NHN, ca. 0,3 km und ca. 0,1 km². Entsteht auf etwa 412 m ü. NHN östlich des Ilgershofweges.
  -  Durchfließt auf etwa 390 m ü. NHN kurz vor der Einmündung in den amtlichen Strang einen Teich, etwa unter 0,1 ha.

## Geologie
Im überwiegenden Teil des Einzugsgebietes steht Gipskeuper (Grabfeld-Formation)  an, in dem auch die Bachursprünge liegen, die höchsten wenig unterhalb der darüber liegenden Schilfsandstein-Verebnungsfläche (Stuttgart-Formation) auf dem Schlegelsberg auf der nördlichen Wasserscheide. Diese steigt ostwärts an zum Höhenkamm des Hackenbergs, auf dem oberhalb seines Anstiegs in den Unteren Bunten Mergeln (Steigerwald-Formation) ein kleiner Teil seiner schmalen Hochfläche im Kieselsandstein (Hassberge-Formation) gerade noch im Einzugsgebiet liegt.
Zuunterst um beide größere Oberläufe beginnt ein Schwemmlandband, das dem Bach folgt und erst jenseits der Landesstraße in die holozänen Auenlehme um den Lanzenbach übergeht, in denen der Stockäckergraben dann mündet.
Im unteren Winkel zwischen den konvergierenden beiden großen Oberläufen liegen drei Dolinen, die zusammen mit beiden Tälern als Geotop ausgewiesen sind. Die Dolinen zeigen die starke Subrosion des Gipskeupers im Untergrund an. Linksseits des folgenden, noch östlichen Laufs des Stockäckergraben liegen am Hang wenig über der Waldgrenze im Ilgersholz zwei weitere Dolinen mit ebenfalls recht großem Durchmesser.

### LUBW
Amtliche Online-Gewässerkarte mit passendem Ausschnitt und den hier benutzten Layern: Lauf und Einzugsgebiet des Stockäckergrabens

Allgemeiner Einstieg ohne Voreinstellungen und Layer: Daten- und Kartendienst der Landesanstalt für Umwelt Baden-Württemberg (LUBW) (Hinweise)
1. 1 2 3 4  Höhe nach dem Höhenlinienbild auf dem Hintergrundlayer Topographische Karte.
2. ↑  Länge nach dem Layer Gewässernetz (AWGN).
3. 1 2  Einzugsgebiet abgemessen auf dem Hintergrundlayer Topographische Karte.
4. ↑  Natur teilweise nach dem Layer Geschützte Biotope.
5. ↑  Länge abgemessen auf dem Hintergrundlayer Topographische Karte.
6. ↑  Seefläche abgemessen auf dem Hintergrundlayer Topographische Karte.
7. ↑  Dolinen im Ilgersholz nach dem Layer Geschützte Biotope.

### Andere Belege
1. ↑  Wolf-Dieter Sick: Geographische Landesaufnahme: Die naturräumlichen Einheiten auf Blatt 162 Rothenburg o. d. Tauber. Bundesanstalt für Landeskunde, Bad Godesberg 1962. → Online-Karte (PDF; 4,7 MB)
2. ↑  Geologie nach den Layern zu Geologische Karte 1:50.000 auf: Mapserver des Landesamtes für Geologie, Rohstoffe und Bergbau (LGRB) (Hinweise)
3. ↑  Geotop nach dem einschlägigen Layer auf: Mapserver des Landesamtes für Geologie, Rohstoffe und Bergbau (LGRB) (Hinweise)